# اگات، میانمار
اگات، بورما (به لاتین: Agat, Burma) یک منطقهٔ مسکونی در میانمار است که در ناحیه آیه‌یاروادی واقع شده‌است.